# Marco Hangl
Marco Hangl (* 20. April 1967 in Samnaun) ist ein ehemaliger Schweizer Skirennfahrer.

## Biografie
Hangl nahm an den Olympischen Winterspielen 1992 in Albertville und den Olympischen Winterspielen 1994 in Lillehammer teil. Beide Male startete er im Super-G und klassierte sich innerhalb der besten 10 Plätze.
Sein grösster Erfolg im Skiweltcup war der 2. Platz im Super-G von Megève im Jahr 1992.
Marco Hangl ist der jüngere Bruder von Martin Hangl, dem Weltmeister im Super-G von 1989.